# Lesonia
Lesonia (Lessonia) – rodzaj wielkich, podobnych pokrojem do drzew glonów morskich z klasy brunatnic, występujących w chłodniejszych wodach półkuli południowej: u zachodnich wybrzeży Ameryki Południowej, wokół Ziemi Ognistej, Nowej Zelandii i Wysp Kerguelena. Te podobne do palm glony przymocowują się do dna przy pomocy korzeniopodobnych chwytników, a utrzymują w pozycji pionowej dzięki przypominającemu pień kauloidowi, zwieńczonemu pióropuszem fylloidu (części liściokształtnej). Lesonia pstra należy na Nowej Zelandii do glonów najczęściej używanych jako nawóz. Gatunkiem brunatnicy o zbliżonym wyglądzie jest Postelsia palmiaeformis.

## Gatunki
- Lessonia adamsiae
- Lessonia brevifolia
- Lessonia corrugata
- Lessonia frutescens
- Lessonia fuscescens
- Lessonia nigrescens
- Lessonia searlesiana
- Lessonia tholiformis
- Lessonia trabeculata
- Lessonia vadosa
- Lessonia variegata – lesonia pstra